# 黑坪镇
黑坪镇，是中华人民共和国四川省绵阳市盐亭县曾经下辖的一个镇。2019年12月，撤销黑坪镇和石牛庙乡，设立文通镇。

## 行政区划
黑坪镇撤销前下辖以下地区：
利进社区、高观村、星致村、铁门村、环山村、桥梁村、薛家村、石溪村、晓光村、龙桥村和石盘村。